# Abubeker Nassir
Abubeker Nassir (Adís Abeba, 23 de febrero de 2000) es un futbolista etíope que juega en la demarcación de delantero para el SuperSport United FC de la Liga Premier de Sudáfrica.

## Selección nacional
Hizo su debut con la selección de fútbol de Etiopía en un partido de clasificación para el Campeonato Africano de Naciones de 2022 contra Madagascar que finalizó con un resultado de 1-0 tras un gol de Rayan Raveloson.

## Clubes
| Club                          | País      | Año       | Partidos | Goles |
| ----------------------------- | --------- | --------- | -------- | ----- |
| Ethiopian Coffee SC           | Etiopía   | 2016-2022 | 56       | 51    |
| Mamelodi Sundowns FC          | Sudáfrica | 2022-2024 | 18       | 4     |
| SuperSport United FC (cedido) | Sudáfrica | 2024-     |          |       |